# Coppa Italia (hockey su pista femminile)
La Coppa Italia è la principale coppa nazionale italiana di hockey su pista femminile. Istituita nel 1990, è disputata con cadenza annuale.

## Albo d'oro
| Edizione        | Campione               | Finalista              | Finale                 | Finale                 |
| Edizione        | Campione               | Finalista              | Punteggio              | Sede                   |
| 1990-1991 (1ª)  | Skaters' Molfetta      |                        |                        |                        |
| 1991-1992 (2ª)  | Skaters' Molfetta      |                        |                        |                        |
| 1992-1993 (3ª)  | Skaters' Molfetta      |                        |                        |                        |
| 1993-1994 (4ª)  | Skaters' Molfetta      |                        |                        |                        |
| 1994-1995 (5ª)  | Ragazze Molfetta       |                        |                        |                        |
| 1995-1996       | Edizione non disputata | Edizione non disputata | Edizione non disputata | Edizione non disputata |
| 1996-1997 (6ª)  | Ragazze Molfetta       |                        |                        |                        |
| 1997-1998       | Edizione non disputata | Edizione non disputata | Edizione non disputata | Edizione non disputata |
| 1998-1999 (7ª)  | Ragazze Molfetta       |                        |                        |                        |
| 1999-2000 (8ª)  | Skaters' Molfetta      | Ragazze Molfetta       | 5 - 3                  | Molfetta               |
| 2000-2001 (9ª)  | Ragazze Molfetta       |                        |                        |                        |
| 2001-2002 (10ª) | Tabasco                | Matera                 | 8 - 3                  | Gorizia                |
| 2002-2003 (11ª) | Roller Bassano         | Tabasco                | Girone a 3             | Matera                 |
| 2003-2004 (12ª) | Amatori Breganze       | Bassano 54             | 5 - 1                  | Bassano del Grappa     |
| 2004-2012       | Edizioni non disputate | Edizioni non disputate | Edizioni non disputate | Edizioni non disputate |
| 2012-2013 (13ª) | Bassano                | Matera                 | Girone a 3             | Matera                 |
| 2013-2015       | Edizioni non disputate | Edizioni non disputate | Edizioni non disputate | Edizioni non disputate |
| 2015-2016 (14ª) | Real Breganze          | Matera                 | Girone a 5             | Breganze               |
| 2016-2017 (15ª) | Real Breganze          | GSH Molfetta           | 6 - 2                  | Follonica              |
| 2017-2018 (16ª) | Real Breganze          | GSH Molfetta           | 4 - 3                  | Follonica              |
| 2018-2019 (17ª) | Montebello             | Matera                 | 9 - 3                  | Trissino               |
| 2019-2020       | Edizione annullata     | Edizione annullata     | Edizione annullata     | Lodi                   |
| 2020-2021 (18ª) | Valdagno               | Roller Matera          | 6 - 3                  | Forte dei Marmi        |
| 2021-2022 (19ª) | Valdagno               | Roller Matera          | 5 - 5 (3-2 dtr)        | Valdagno               |
| 2022-2023 (20ª) | Roller Matera          | Valdagno               | 5 - 2                  | Trissino               |
| 2023-2024 (21ª) | Roller Matera          | Valdagno               | 6 - 1                  | Forte dei Marmi        |
| 2024-2025 (22ª) | Roller Matera          | Trissino               | 4 - 1                  | Trissino               |

### Riepilogo vittorie per squadra
| Club              | Titoli | Edizioni vinte               |
| Skaters' Molfetta | 5      | 1991, 1992, 1993, 1994, 2000 |
| Ragazze Molfetta  | 4      | 1995, 1997, 1999, 2001       |
| Real Breganze     | 4      | 2004, 2016, 2017, 2018       |
| Roller Matera     | 3      | 2023, 2024, 2025             |
| Valdagno          | 2      | 2021, 2022                   |
| Tabasco           | 1      | 2002                         |
| Roller Bassano    | 1      | 2003                         |
| Bassano           | 1      | 2013                         |
| Montebello        | 1      | 2019                         |